# Jakub Kresa

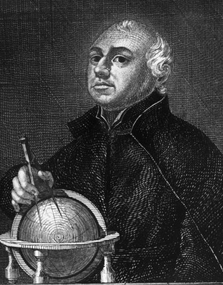
Jakub Kresa

Jakub Kresa (* 19. Juli 1648 in Smeschitz, Mähren; † 28. Juli 1715 in Brünn; auch Jakob oder Jacobo Kresa) war ein böhmischer Jesuit, Mathematiker, Theologe und zeitweise der Beichtvater von Karl VI. Seine breite Bildung umfasste auch eine Reihe von Sprachen: Hebräisch, Griechisch und Latein als tote sowie Italienisch, Französisch, Spanisch und Portugiesisch als lebende Sprachen. Er übersetzte die Werke Euklids ins Spanische.

## Leben
Über sein Leben vor seinem Eintritt in den Jesuitenorden mit 19 Jahren ist wenig bekannt. Kresa nutzte jedoch die Bildungsmöglichkeiten, die ihm der Orden bot, zu vielfältigen Studien in den Bereichen der Theologie, Philosophie und der Mathematik vor allem an der Universität von Prag.
1681 wurde er Professor für Hebräische Sprache in Olmütz an der dortigen Universität und lehrte dort auch nach seiner Dissertation in Mathematik im darauffolgenden Jahr, bis er 1685 als Mathematiker an die Prager Universität berufen wurde. Seine Sprachkenntnis brachte ihm im Jahr 1686 einen Ruf an die Jesuitenhochschule in Madrid („Reales Estudios de San Isidro“) ein, wo er 15 Jahre blieb. 1701 wurde er als Professor für „Controverstheologie“ wieder nach Prag zurückberufen. 1704 verließ er seine Heimat erneut und folgte Karl VI. als Beichtvater nach Spanien. Zehn Jahre später kehrte er zu seinem Ruhestand in seine Heimat zurück, wo er ein Jahr später in Brünn starb.
Eine größere Geldspende, deren Zinsen zum Ankauf mathematischer und astronomischer Literatur verwendet werden sollten, kam dem Clementinum in Prag zugute und ist noch heute im Bestand der tschechischen Nationalbibliothek, die in diesem Gebäude ihren Sitz hat, erhalten.
1699 wurde er korrespondierendes Mitglied der Académie des sciences in Paris.

## Werke
- „Elementos geometricos de Evclides: Los seis primeros libros de los planos y los onzedo y dozeno de los solidos. Con algvnos selectos theoremas de Archimedes. Traducidos y explicados por el P. Jacobo Kresa.“ Francisco Foppens, Brüssel 1689.
- „Arithmetica Tyro-Brunensis. Curiosa varietate & observatione communi omnium fructui sed praeprimis Tyronibus mathematum utilis.“ Prag 1715.
- „Analysis speciosa trigonometriae sphaericae.“ Prag 1720. (posthum veröffentlicht)

## Belege
1. ↑  Siegmund Günther: Kresa, Jacob. In: Allgemeine Deutsche Biographie (ADB). Band 17, Duncker & Humblot, Leipzig 1883, S. 128.
2. ↑  Vlasta Faltysová, Pavel Pohley (bearb.), Claudia Blum (Red.): „Handbuch deutscher historischer Buchbestände in Europa“. Bad 1.1 Tschechische Republik. Prag. Teil 1. Olms-Weidmann, Hildesheim, Zürich, New-York 1999, S. 56.
3. ↑  Verzeichnis der Mitglieder seit 1666: Buchstabe K. Académie des sciences, abgerufen am 6. Januar 2020 (französisch).